# クリスマス ブレット
クリスマス ブレット
1918年頃
- 用途：戦闘機
- 分類：複葉機
- 設計者：William W. Christmas, Vincent Burnelli
- 製造者：Christmas Aeroplane Company
- 初飛行：1919年1月
- 生産数：2機

クリスマス ブレットまたはクリスマス ストラットレス複葉機（Christmas Bullet、Cantilever Aero Bullet、Christmas Strutless Biplaneなどと呼ばれる）1918年にアメリカ合衆国で試作された航空機である。2機が試作されたが、2機とも初飛行で破損・墜落してパイロットを事故死させたことから、「史上最悪の航空機」の1つとされる。
設計者のウィリアム・ホイットニー・クリスマス（英語版）は多くの航空関係の特許を取得したと称する夢想家で、ドイツ帝国まで飛行できる航空機を作って皇帝のヴィルヘルム2世を誘拐する計画を持ちかけるなどした人物である。
クリスマス ブレットは下翼が極端に小さい単葉半の機体で、翼間支柱（ストラット）はなく、機体は合板製で従来の羽布張りの機体よりも空気抵抗を軽減したとされる。胴体の設計をビンセント・ブルネリが手伝った。リバティ L-6エンジンを動力とした1号機は、1919年1月の初飛行で主翼が外れて墜落しパイロットは死亡した。エンジンをホール・スコットエンジンとした2号機も初飛行で同じように空中分解した。アメリカ陸軍航空隊の評価を受けることなく、計画は中止された。

## 仕様
Data from Angelucci, 1987. p 94.
- 乗員: 1名
- 全長：6.40 m
- 全幅：8.53 m
- 翼面積：15.79 m2
- 自重：826 kg
- 最大離陸重量：953 kg
- エンジン： 1× リバティ 6、185 hp

## 参考書籍
- 『図説　世界の「最悪」航空機大全』　ジム・ウィンチェスター（著）、松崎豊一（監訳）原書房（2009年）